# Faymonville (plaats)
Faymonville (Duits: Außenborn, Waals: Faymonvèye) is een kleine deelgemeente in het zuidoosten van de gemeente Weismes in de Luikse Ardennen. Tot 1 januari 1977 was het een zelfstandige gemeente. De plaats had op spoorlijn 48 ook een station Faymonville.
Door Faymonville loopt het riviertje de Warchenne.

## Demografische ontwikkeling
- Bronnen:NIS, Opm:1930 tot en met 1970=volkstellingen, 1976 inwoneraantal op 31 december

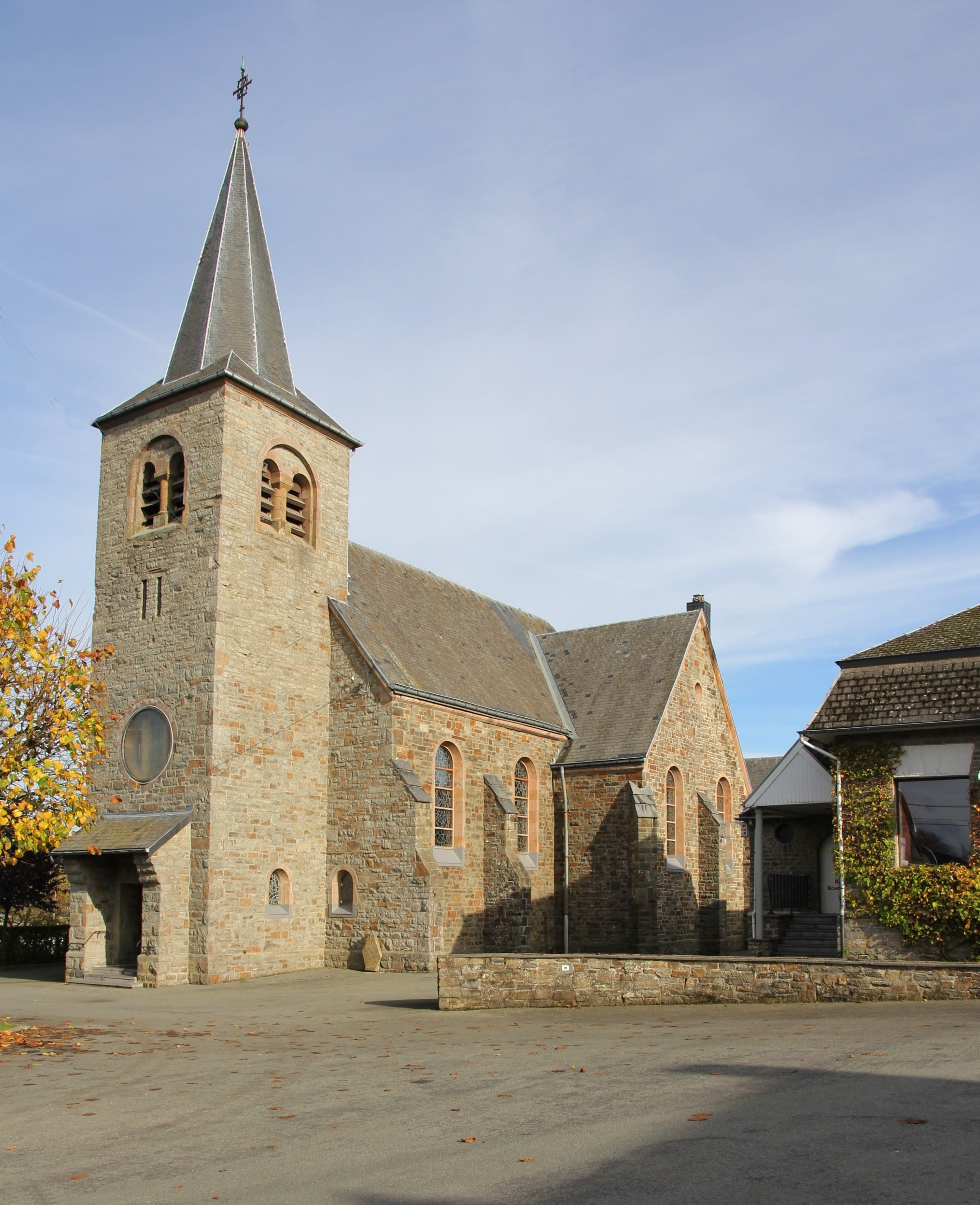
De kerk van Faymonville

Deelgemeenten: Faymonville · Robertville · Weismes

Overige kernen: Bruyères · Champagne · Gueuzaine · Libomont · Ondenval · Outrewarche  · Ovifat · Remonval · Sourbrodt · Steinbach · Thirimont · Walk

Belgische gemeenten · arrondissement Verviers · provincie Luik · Wallonië